# Villagarcía de la Torre
Villagarcía de la Torre ist ein südwestspanisches Dorf und eine Gemeinde (municipio) mit 891 Einwohnern (Stand: 2024) im Süden der Provinz Badajoz in der Autonomen Gemeinschaft Extremadura.

## Lage und Klima
Der etwa 585 m hoch gelegene Ort Villagarcía de la Torre liegt etwa 130 Kilometer südöstlich von  Badajoz. Das Klima ist gemäßigt bis warm; Regen (ca. 454 mm/Jahr) fällt überwiegend im Winterhalbjahr.

## Bevölkerungsentwicklung
| Jahr      | 1970 | 1981 | 1991 | 2001 | 2011 | 2021 |
| Einwohner | 1709 | 1233 | 1103 | 1024 | 998  | 911  |

Aufgrund der zunehmenden Mechanisierung der Landwirtschaft, der Aufgabe bäuerlicher Kleinbetriebe („Höfesterben“) und dem daraus entstandenen Mangel an Arbeitsplätzen wanderten viele Familien und Einzelpersonen seit der Mitte des 20. Jahrhunderts in die größeren Städte ab („Landflucht“).

## Sehenswürdigkeiten
- Reste der Burganlage von Villagarcía de la Torre
- Marienkirche (Iglesia de Nuestra Señora de Araceli)
- Konvent
- Uhrenturm

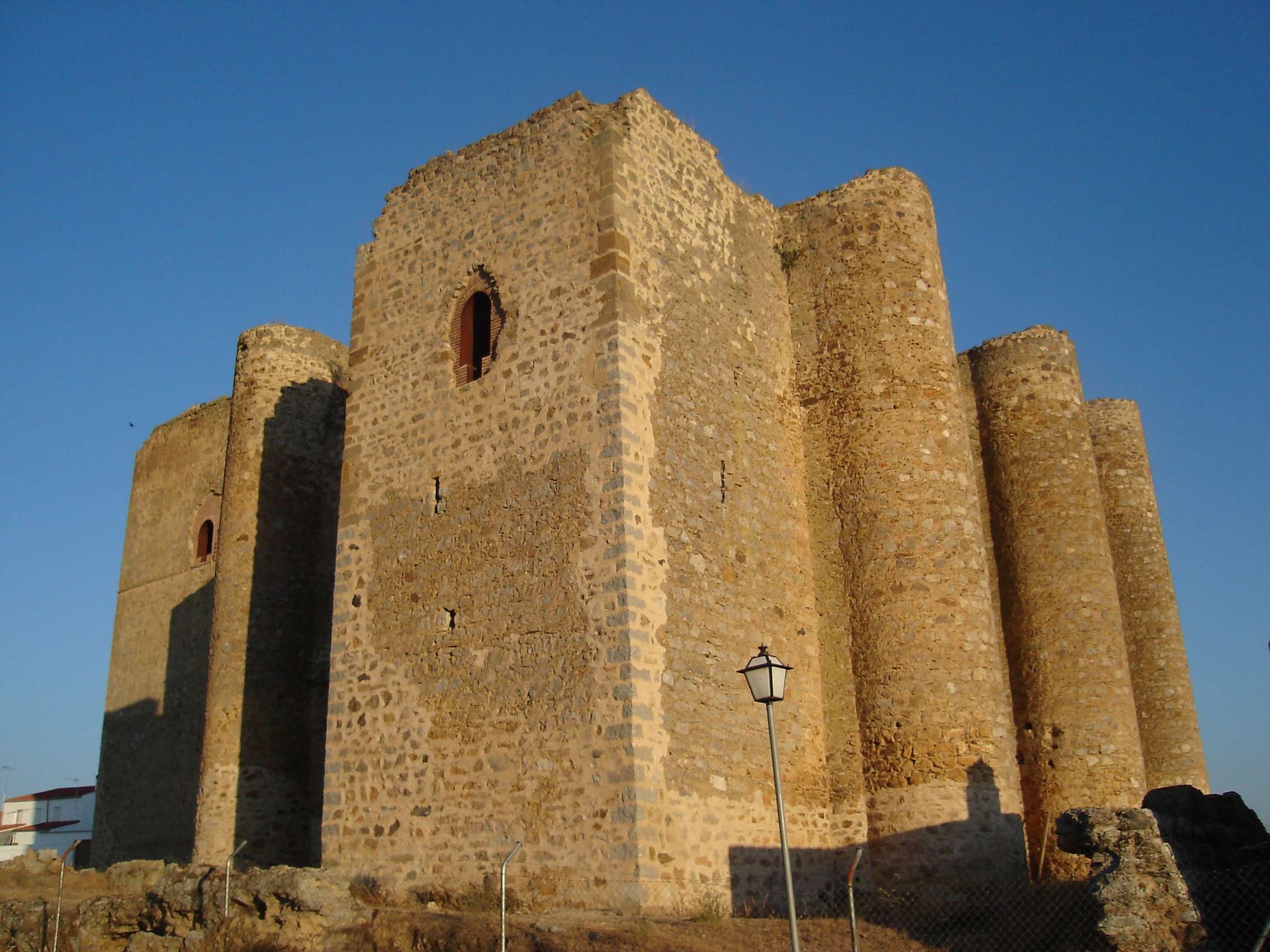
Burganlage
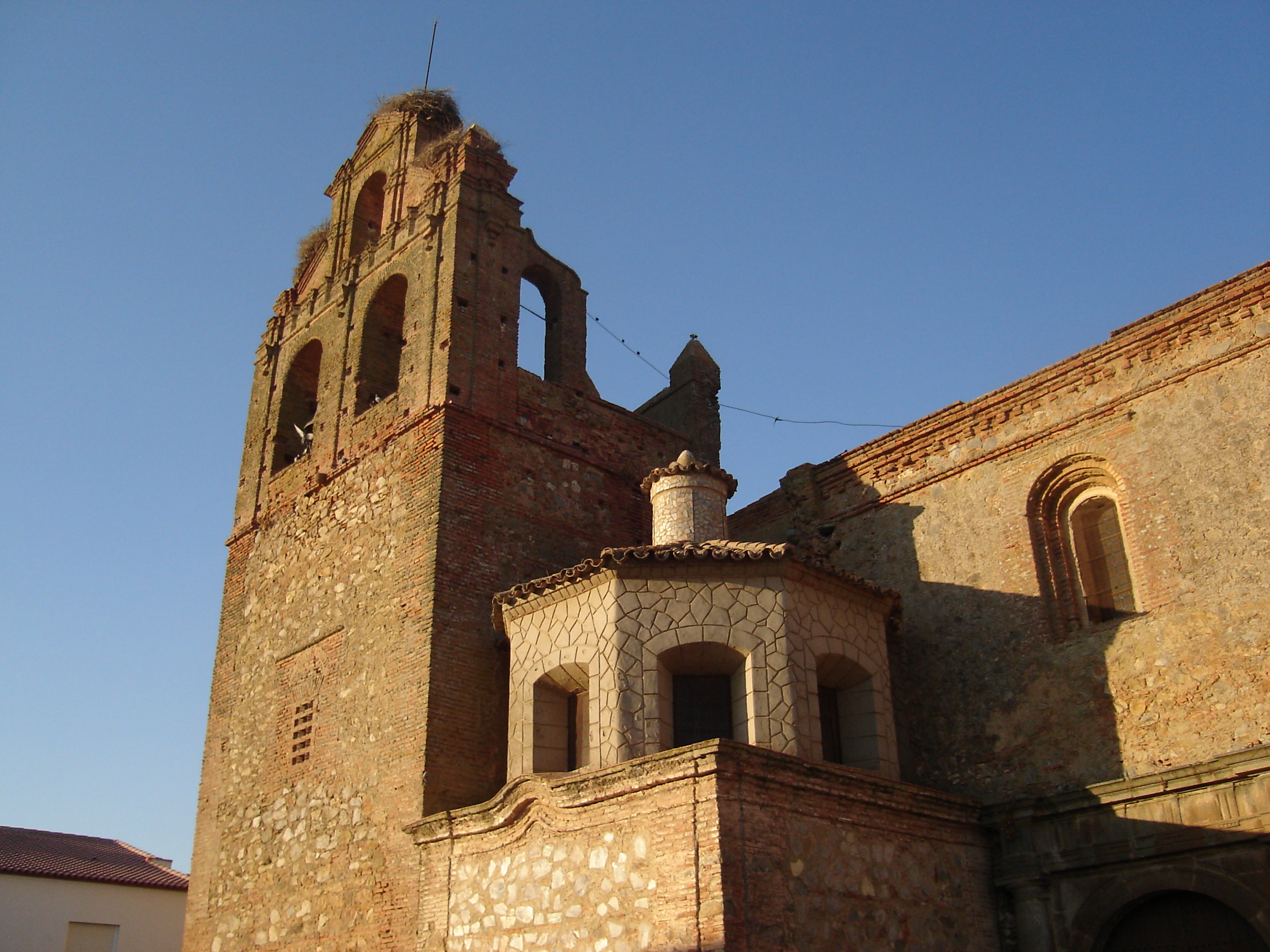
Marienkirche
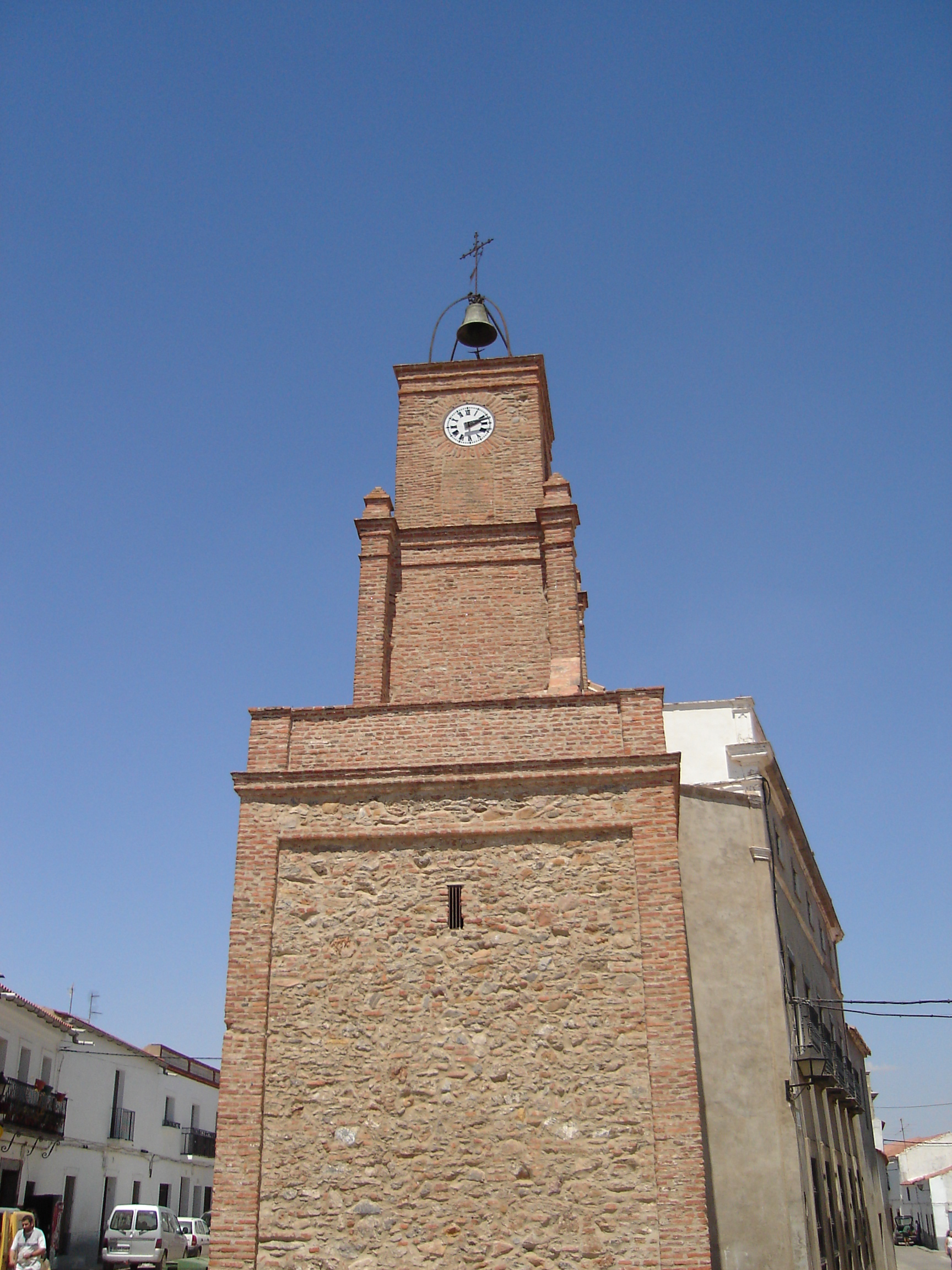
Uhrenturm

## Persönlichkeiten
- García Fernández de Villagarcía (1387 gestorben), 36. Ordensmeister des Santiagoordens (1385–1387)
- Juan Martínez Silíceo (1486–1557), Bischof von Cartagena (1541–1546), Erzbischof von Toledo (1545–1557), Kardinal (1555–1557)